# Tréflévénez
Tréflévénez (bret. Trelevenez) – miejscowość i gmina we Francji, w regionie Bretania, w departamencie Finistère.
Według danych na rok 1990 gminę zamieszkiwały 252 osoby, a gęstość zaludnienia wynosiła 26 osób/km² (wśród 1269 gmin Bretanii Tréflévénez plasuje się na 969. miejscu pod względem liczby ludności, natomiast pod względem powierzchni na miejscu 848.).